# Морски миди
Морските миди (Mytilidae) са семейство миди, единствената съвременна група в разред Митилоидни миди (Mytiloida).
Таксонът е описан за пръв път от Константен Самюел Рафинеск през 1758 година. Таксономичният му тип е Морски миди.

## Родове
- Adula
- Amygdalum
- Arcuatula
- Arenifodiens
- Arvella
- Aulacomya
- Bathymodiolus
- Botula
- Brachidontes
- Callitriche
- Choromytilus
- Ciboticola
- Crenella
- Crenomytilus
- Dacrydium
- Exosiperna
- Fungiacava
- Geukensia
- Gibbomodiola
- Gigantidas
- Gregariella
- Habepegris
- Hormomya
- Idas
- Idasola
- Ischadium
- Jolya
- Lanistes
- Leiosolenus
- Lioberus
- Lithodomus
- Lithophaga
- Megacrenella
- Modiolarca
- Modiolatus
- Modiolula
- Modiolus
- Musculus
- Mytella
- Mytilaster
- Mytilodonta
- Mytilus – Морски миди
- Notobotula
- Perna
- Perumytilus
- Rhomboidella
- Ryenella
- Semimytilus
- Septifer
- Sinomytilus
- Solamen
- Stavelia
- Tamu
- Trichomusculus
- Trichomya
- Urumella
- Vignadula
- Vilasina
- Vulcanidas
- Xenostrobus
- Zelithophaga